# Adolf Wilbrandt
Adolf Wilbrandt (Rostock, 24 de agosto de 1837 - 10 de junio de 1911) fue un dramaturgo y novelista alemán.
Nacido en Rostock. Su padre era profesor de la universidad local. Inicio sus estudios en Rostock entrando en su universidad a estudiar leyes. Abandonó pronto la carrera de derecho interesándose por la filología y la historia, y continuó sus estudios en Berlín y Múnich. Después de conseguir el doctorado de filosofía, entró a trabajar en el Süddeutsche Zeitung en Múnich.
El comenzó a trabajar hasta que en 1871 se estableció en Viena, en dónde dos años después se casó con la actriz Auguste Baudius. En 1881, Wilbrandt fue elegido director del Teatro Hofburg puesto en el que se mantuvo hasta 1887. En este año regresa a su ciudad natal y comienza a dedicarse activamente a la producción literaria. 
Wilbrandt es reconocido tanto como dramaturgo como novelista. Obtuvo el premio Grillparzer en dos ocasiones por la tragedia Gracchus der Volkstribun en 1895 y el poema dramático Der Meister von Palmyra en 1890 mientras que en 1878 recibió el premio Schiller por sus producciones dramáticas.

## Obra
Obra dramática:
- Tragedias
  - Arria and Messalina (1874)
  - Nero (1876)
  - Kriemhild (1877)
- Comedias
  - Unerreichbar (1870)
  - Die Maler (1872)
  - Jugendliebe (1873)
  - Der Kampf ums Dasein (1874)
- Drama
  - Die Tochter des Herrn Fabricius (1883).

Novelas:
- Fridolins heimliche Ehe (1875)
- Meister Amor (1880)
- Hermann Ifinger (1892)
- Der Dornenweg (1894)
- Die Osterinsel (1895)
- Die Rothenburger (1895)
- Hildegard Mahlmann (1897)

Traducciones de Sófocles y Eurípides (1866), Gedichte (1894, 1889 y 1907), y un volumen de Erinnerungen (1905).